# رساننده خدمات اینترنتی

روش‌های اتصال به اینترنت کاربرهای انتهایی تا ISPهای سطح ۳/۲

Farāhamgare Internet یا رسا که از آن با وام‌واژه آی‌اس‌پی (به انگلیسی: ISP, مخفف Internet Service Provider) نیز یاد می‌شود، واسطهٔ دسترسی کاربران به اینترنت است. این شرکت‌ها از خطوط ارتباطی پرسرعت برای دریافت حجم بالای اطلاعات اینترنت و فرستادن داده‌های ارسالی کاربران به سرورها بهره می‌برند.
در ایران سازمان تنظیم مقررات و ارتباطات رادیویی با ارائه دو نوع مجوز به نام‌های پروانه ارتباطات ثابت (FCP) و خدمات ارتباطی ثابت (SERVECO) ارائه خدمات اینترنتی را کنترل و پایش می‌کند.
خدمات اینترنتی معمولاً توسط ISPها ارائه می‌شوند که شامل اتصال به اینترنت، حمل و نقل اینترنتی، ثبت نام دامنه ، میزبانی وب، سرویس یوزنت و میزبانی سرور هستند.
ISPها معمولاً به عنوان دروازه ای هستند که به کاربران اجازه دسترسی به همه چیزهای موجود در اینترنت را می‌دهند.

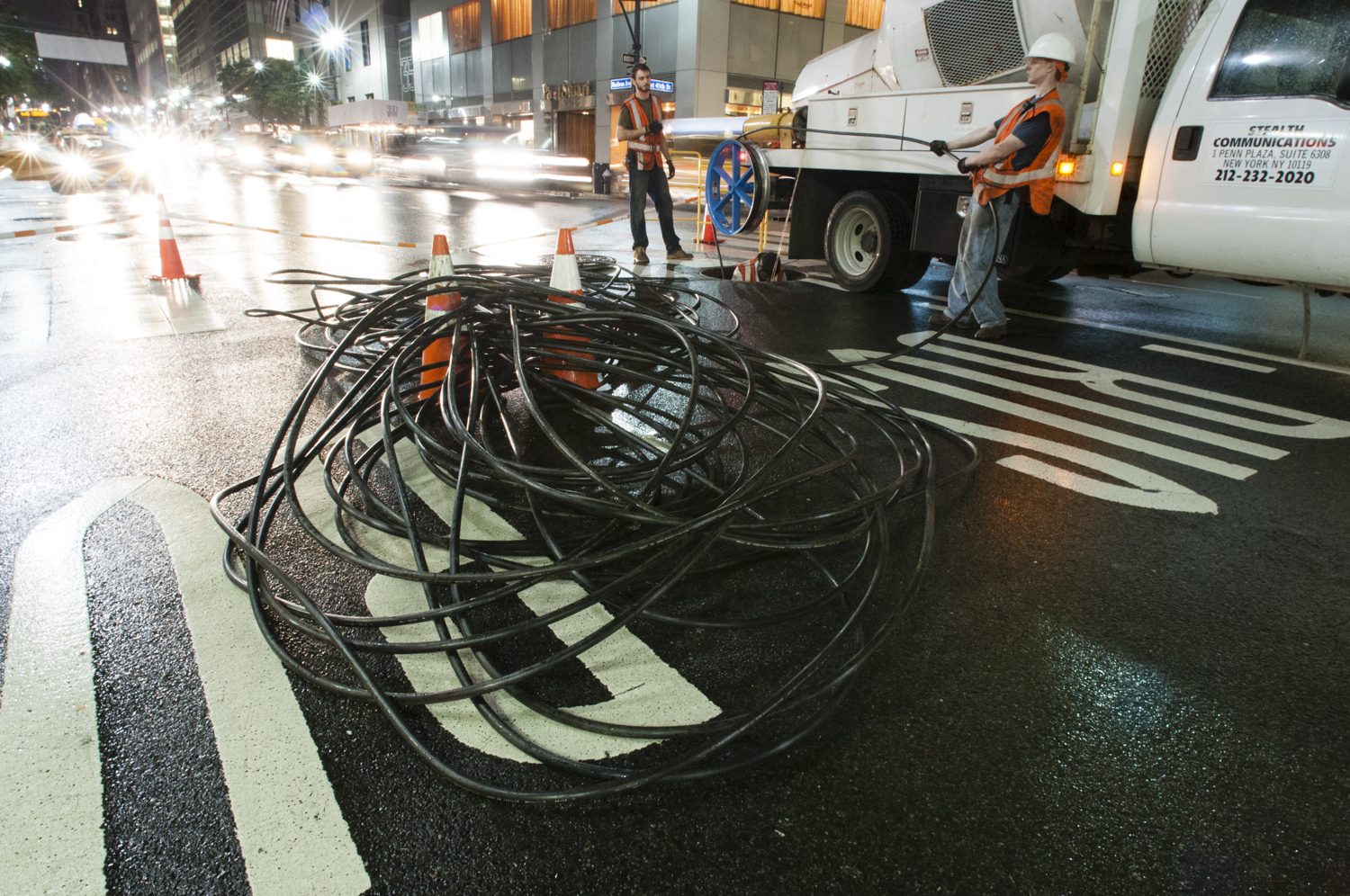
ISP محلی در منهتن برای تأمین دسترسی به اینترنت کابل نصب می‌کند.

## طبقه‌بندی‌ها
..........

### ارائه دهندگان ایمیل
ارائه دهندگان ایمیل سازمانی است که خدمات میزبانی (Host) دامنه‌های ایمیل را با هدف دسترسی به فضای ذخیره شده صندوق‌های ایمیل ارائه می‌دهد و سرورهای ایمیل را برای ارسال، دریافت و ذخیره ایمیل برای کاربران انتهایی شبکه یا سایر سازمان‌ها فراهم می‌کند.
بسیاری از ارائه دهندگان خدمات ایمیل، ارائه دهندگان دسترسی نیز هستند، در حالی که بعضی از آن‌ها اینطور نیستند (مثلاGmail، Yahoo، Outlook.com، جعبه Po). تعریف ارائه شده در RFC 6650 شامل سامانه میزبانی ایمیل و همچنین بخش‌های مربوطه شامل شرکت‌ها، دانشگاه‌ها، سازمان‌ها، گروه‌ها و افرادی است که سرورهای ایمیل خود را مدیریت می‌کنند. معمولاً این کار با استفاده از پیاده‌سازی پروتکل انتقال نامه ساده (SMTP) و احتمالاً دسترسی به پیام‌ها از طریق پروتکل دسترسی به پیام اینترنت (IMAP)، پروتکل دفتر ایمیل یا پروتکل اختصاصی انجام می‌شود.

### میزبان ISPها
خدمات میزبانی اینترنتی ایمیل، میزبانی وب یا ذخیره‌سازی آنلاین را ارائه می‌دهند. سایر سرویس‌ها سرویس‌های ابری یا مانند سرور فیزیکی عمل می‌کنند مانند سرور مجازی.

### ISPهای حمل و نقل

اتصالات ISP ردیف‌های ۱ و ۲

همان‌طور که مشتریان اینترنت هزینه اینترنت را به ISPها پرداخت می‌کنند، ISPها نیز باید هزینه به ISP بالادستی برای دسترسی به اینترنت پرداخت کنند. یک ISP بالادست معمولاً دارای شبکه بزرگتری نسبت به ISP پایین‌تر دارد یا قادر است دسترسی ISP پایین‌تر (که با ISP بالا قرارداد دارد) را به قسمتهایی از اینترنت فراهم کند که ISP طرف قرارداد به خودی خود نمی‌تواند به آن قسمت‌ها دسترسی داشته باشد.
در ساده‌ترین حالت، اتصالی یکتا به یک ISP بالادستی برقرار می‌شود و انتقال داده‌ها به مناطق فراتر از شبکه اینترنت خانگی فراهم می‌شود. این حالت اتصال اغلب تا رسیدن به یک حامل ردیف ۱ شبکه چندین بار پایین می‌آید تا به ISP پایینی برسد. اما در بیشتر حالت‌ها اوضاع پیچیده می‌شود. ارائه دهندگان اینترنت که بیش از یک نقطه حضور PoP دارند ممکن است چندین نقطه اتصالات جداگانه ای داشته باشند که به یک ISP بالادستی وصل شده باشند، یا حتی ممکن است مشتریان خدمات اینترنت خود نیز چندین ISP بالادستی باشند یا حتی ممکن است در هر یک از نقاط حضور با هر یک از آن ISPهای بالایی نیز ارتباط داشته باشند. ISPهای حمل و نقل مقدار زیادی پهنای باند برای اتصال ISPهای میزبان و دسترسی به سایر ISPها فراهم می‌کنند.

### ISPهای مجازی
ISP مجازی (VISP) فرآیندی است که خدمات را از ISPهای دیگر خریداری می‌کند، که گاهی اوقات ISP فروشی نیز نامیده می‌شود این فرایند امکان دسترسی به اینترنت را با استفاده از خدمات و زیرساخت‌های تحت مالکیت ISP فروخته شده را به مشتری می‌دهد. VISP یا ISPهای مجازی شبیه اپراتورهای شبکه تلفن همراه و شرکت حمل و نقل محلی رقابتی برای ارتباطات صوتی نیز هستند.

### سرویس دهنده‌های اینترنتی رایگان
ISPهای رایگان خدمات اینترنت را به صورت رایگان ارائه می‌دهند. بسیاری از ISPهای رایگان هنگام اتصال کاربران تبلیغات رایگان پخش می‌کنند. مانند تلویزیون‌های تجاری، به تعبیر دیگری آنها توجه کاربران به تبلیغات پخش شده را می‌فروشند. سایر ISPهای رایگان که به آنها freenets نیز گفته می‌شود، به صورت خصوصی و معمولاً با کارکنان داوطلب اداره می‌شوند.

### ISP بی‌سیم
ISP بی‌سیم (WISP) خدمات اینترنت را به وسیله شبکه‌های بی‌سیم ارائه می‌دهند. این فناوری ممکن است شامل شبکه‌های بی‌سیم Wi-Fi یا تجهیزات اختصاصی طراحی شده برای کار با باندهای مختلف باشد.